# ! (The Dismemberment Plan)
| Recensione     | Giudizio |
| -------------- | -------- |
| AllMusic       |          |
| Sputnikmusic   | [ 2 ]    |
| Tiny Mix Tapes | [ 3 ]    |

! è un album del gruppo musicale indie rock statunitense The Dismemberment Plan, pubblicato il 2 ottobre 1995 su DeSoto Records. Il batterista originale del gruppo, Steve Cummings, suonò in questo album ma lasciò il gruppo poco tempo dopo la pubblicazione del disco.

## Tracce
1. Survey Says – 2:08
2. The Things That Matter – 2:25
3. The Small Stuff – 3:02
4. OK Jokes Over – 4:27
5. Soon to Be Ex Quaker – 1:26
6. I'm Going to Buy You a Gun – 3:06
7. If I Don't Write – 2:17
8. Wouldn't You Like to Know? – 4:27
9. 13th and Euclid – 2:50
10. Fantastic! – 4:14
11. Onward, Fat Girl – 2:46
12. Rusty – 4:29

## Componenti
Le seguenti persone furono coinvolte nella realizzazione di !:
The Dismemberment Plan
- Eric Axelson – basso
- Jason Caddell – chitarra
- Steve Cummings – batteria
- Travis Morrison – Voce, chitarra

Produzione
- Andy Charneco e Don Zientara – registrazione